# Physemocecis hartigi
Physemocecis hartigi är en tvåvingeart som först beskrevs av Liebel 1892.  Physemocecis hartigi ingår i släktet Physemocecis och familjen gallmyggor. Inga underarter finns listade i Catalogue of Life.